# Дерево бука (Шполянське лісництво)
Дерево бука — ботанічна пам'ятка природи місцевого значення. Об'єкт розташований на території Шполянського району Черкаської області, квартал 137 виділ 11 Шполянського лісництва.
Площа — 0,01 га, статус отриманий у 1972 році.